# Liste der Stolpersteine in Treffurt
In der Liste der Stolpersteine in Treffurt werden jene Gedenksteine aufgeführt, die im Rahmen des Projektes Stolpersteine des Künstlers Gunter Demnig bisher in der thüringischen Stadt Treffurt im Wartburgkreis verlegt worden sind.

## Verlegte Stolpersteine
In Treffurt wurde am 23. November 2021 ein Stolperstein im Gedenken an Julie Therese Rausch verlegt.
| Stolperstein | Inschrift                                                                                         | Standort          | Verlegedatum  | Name, Leben |
| --- | ------------------------------------------------------------------------------------------------- | ----------------- | ------------- | --- |
| Bild gesucht Der Benutzer GeorgDerReisende ( Diskussion ) wünscht sich an dieser Stelle ein Bild vom Ort mit diesen Koordinaten 51.136915 10.231436 . Motiv: der Stolperstein für Julie Therese Rausch, die Lage und das Haus Falls du dabei helfen möchtest, erklärt die Anleitung , wie das geht. BW | HIER WOHNTE Julie Therese Rausch geb. Gotthelft JG. 1895 Deportiert Auschwitz Ermordet 23.11.1944 | Puschkinstraße 25 | 23. Nov. 2021 | Julie Therese Rausch, geb. Gotthelft wurde 1895 in Kassel geboren; ihre Familie war Herausgeber des Casseler Tageblattes. Sie konvertierte zum evangelischen Glauben und heiratete den Arzt Dr. Günther Rausch, mit dem sie sich in Treffurt niederließ. Ostern 1944 wurde sie vor den Augen ihres Sohnes verhaftet und anschließend deportiert. |